# ACM Air Charter
ACM AIR CHARTER es una compañía aérea alemana con base en el Aeropuerto de Karlsruhe-Baden Baden. Además de los vuelos chárter y la gestión de aviones, opera la terminal de aviación ejecutiva y un centro de mantenimiento en su aeropuerto de origen.

## Historia
ACM AIR CHARTER fue fundado en 1992 en Baden-Baden. Un año más tarde, en 1993, las operaciones de vuelo comenzaron. En 1997 la compañía trasladó su sede al aeropuerto Karlsruhe-Baden-Baden, donde ahora también es propietaria de dos hangares.

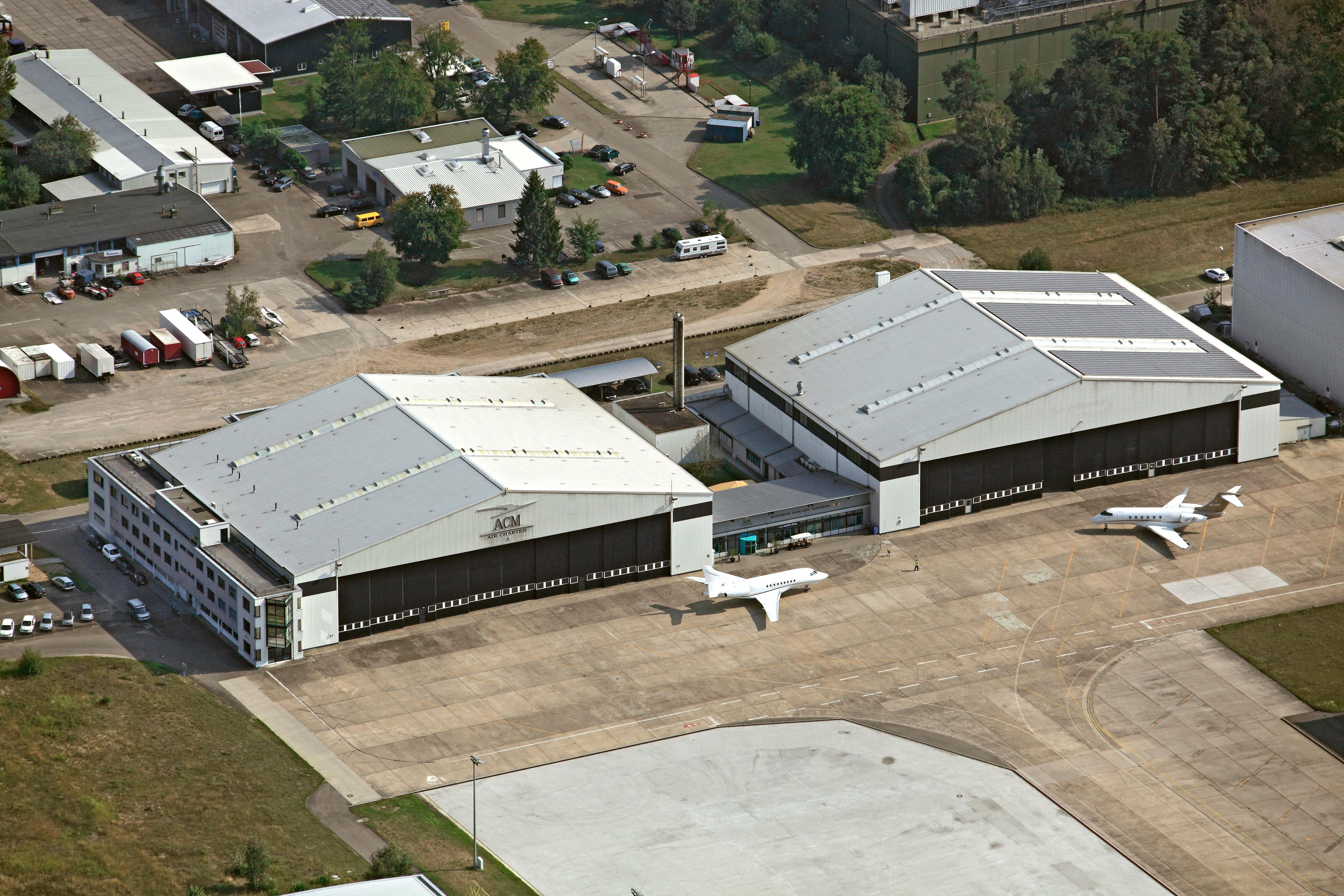
Vista aérea de la base de origen de ACM

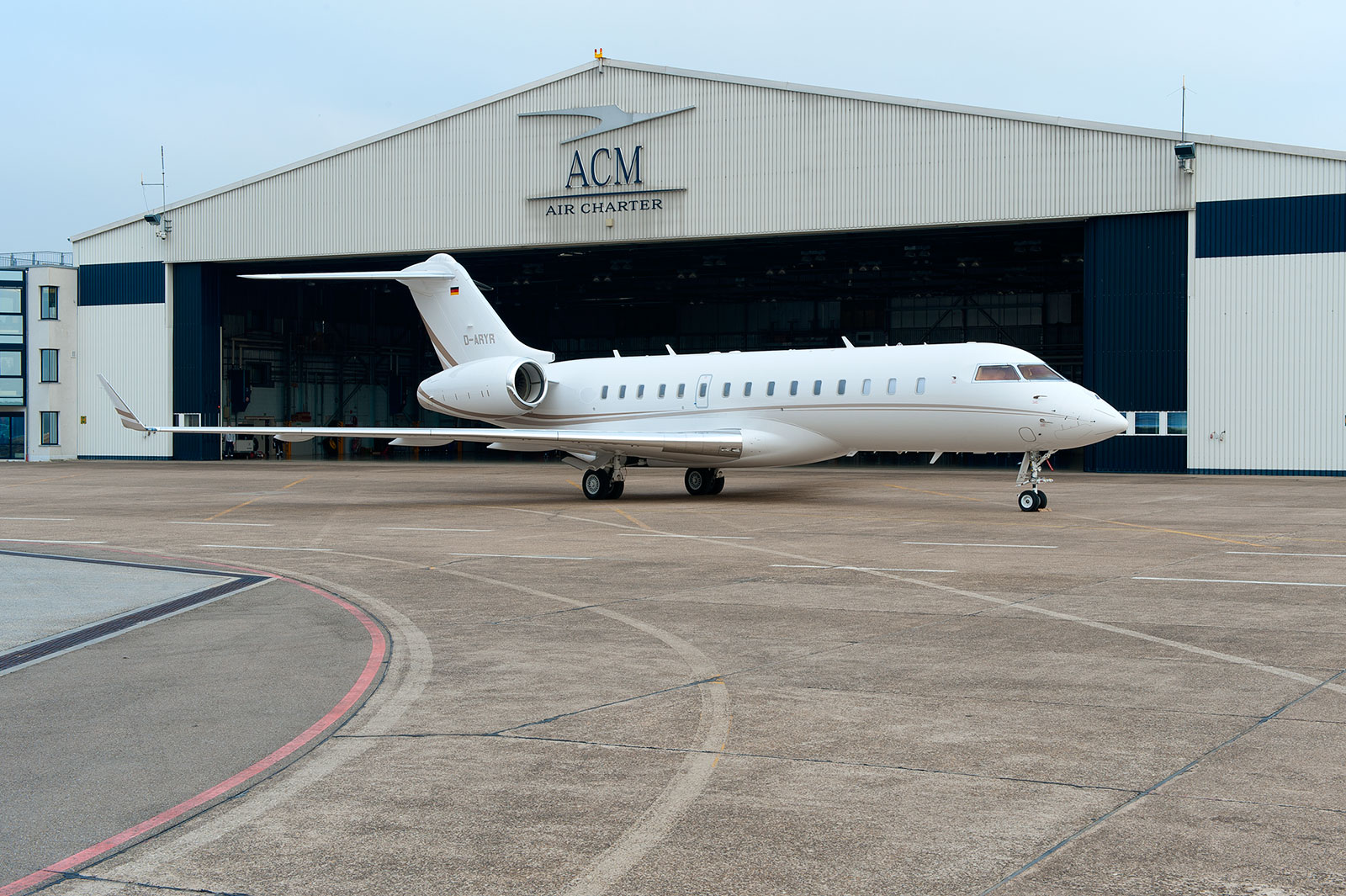
Bombardier Global Express ACM AIR CHARTER

Además, ACM creó una segunda zona de negocios con su departamento de mantenimiento. En 1998 ACM recibió la aprobación para el mantenimiento en línea y en base y por consiguiente creó un segundo pilar con su centro de mantenimiento.
En el mismo año, el primer Bombardier Challenger 604 comercialmente registrado en Alemania, se puso en servicio, permitiendo vuelos chárter de larga distancia.
En 2008 el primer avión de negocios de ultra largo alcance se añadió a la flota. El Bombardier Global Express XRS permite vuelos transatlánticos y vuelos a Asia sin escalas.
La licencia para operar el primer Dassault Falcon 7X comercialmente registrado en Alemania, se amplió en 2010, añadiendo otro jet de ultra largo alcance a la flota de la aerolínea.
En 2014 ACM AIR CHARTER recibió su segundo Boeing BBJ 2, ofreciendo vuelos de  distancia ultra-larga con un avión de negocios moderno y de clase alta.

## Flota
En febrero de 2015, la flota de la Carta Aire ACM consta de ocho aeronaves:
- 2 Boeing BBJ 2
- 2 Bombardier Global Express XRS
- 1  Cessna Citation X
- 2 Dassault Falcon 2000 EX EASy
- 1 Dassault Falcon 7X